# ダル＝ナイム
ダル＝ナイム（アラビア語: دار النعيم）はモーリタニアの都市である。北ヌアクショット州の州都である。